# Shearwater
Shearwater ist eine Indie-Rock-Band, die in Austin, Texas von den Mitgliedern Jonathan Meiburg und Will Sheff der Band Okkervil River gegründet wurde.

## Geschichte
Jonathan Meiburg und Will Sheff, die erstmals in der Band Okkervil River zusammenarbeiteten, gründeten Shearwater im Jahre 2001, um unter diesem Namen ruhige Songs, an denen sie arbeiteten, zu veröffentlichen.
Auf dem Debütalbum der Band, The Dissolving Room, spielte Kimberly Burke erstmals Bass, kurze Zeit später trat Thor Harris Shearwater als Schlagzeuger bei. Durch Beiträge des Multi-Instrumentalisten Howard Draper und Auftritte mit The Mountain Goats, Akron/Family oder Blonde Redhead erlangte die Band einen höheren Bekanntheitsgrad. Im weiteren Verlauf entwickelte sich die Musik Shearwaters und es wurden Alben wie Everybody Makes Mistakes, Winged Life und Thieves EP veröffentlicht.
Im Mai 2006 brachte Shearwater ihr viertes Album – Palo Santo – auf den Markt. Rund ein Jahr später, im April 2007, veröffentlichte die Band unter dem Label Matador Records eine Sonderedition von Palo Santo, welche unter anderem Bonusmaterial und neuaufgenommene Songs der Erstveröffentlichung enthält.

## Trivia
Jonathan Meiburg studierte Ornithologie. Der Name der Band, Shearwater, ist (als Great Shearwater) im Englischen die Bezeichnung für den Großen Sturmtaucher.

## Diskografie

### Alben
- 2001: The Dissolving Room (Grey Flat)
- 2002: Everybody Makes Mistakes (Misra Records)
- 2004: Winged Life (Misra Records)
- 2006: Palo Santo (Misra Records)
- 2008: Rook (Matador Records)
- 2010: The Golden Archipelago (Matador Records)
- 2012: Animal Joy (Sub Pop)
- 2013: Fellow Travelers (Sub Pop)
- 2014: Stay/Novacane (Sub Pop)
- 2016: Jet Plane and Oxbow (Sub Pop)

### Alben in Kooperation
- 2004: Sham Wedding/Hoax Funeral (Jound; in Kooperation mit der Band Okkervil River)

### EPs
- 2005: Thieves (Misra)
- 2009: The Snow Leopard EP